# Sheepscombe
Sheepscombe – wieś w Anglii, w hrabstwie Gloucestershire, w dystrykcie Stroud. Leży 10 km na południowy wschód od miasta Gloucester i 144 km na zachód od Londynu.